# 民用航空管理局 (英國)
民用航空管理局（英語：Civil Aviation Authority，縮寫：CAA) 是英國的民航局，由英國運輸部管轄。總部位於倫敦霍本，安全管理部門則在克勞利的蓋特威克機場運作。

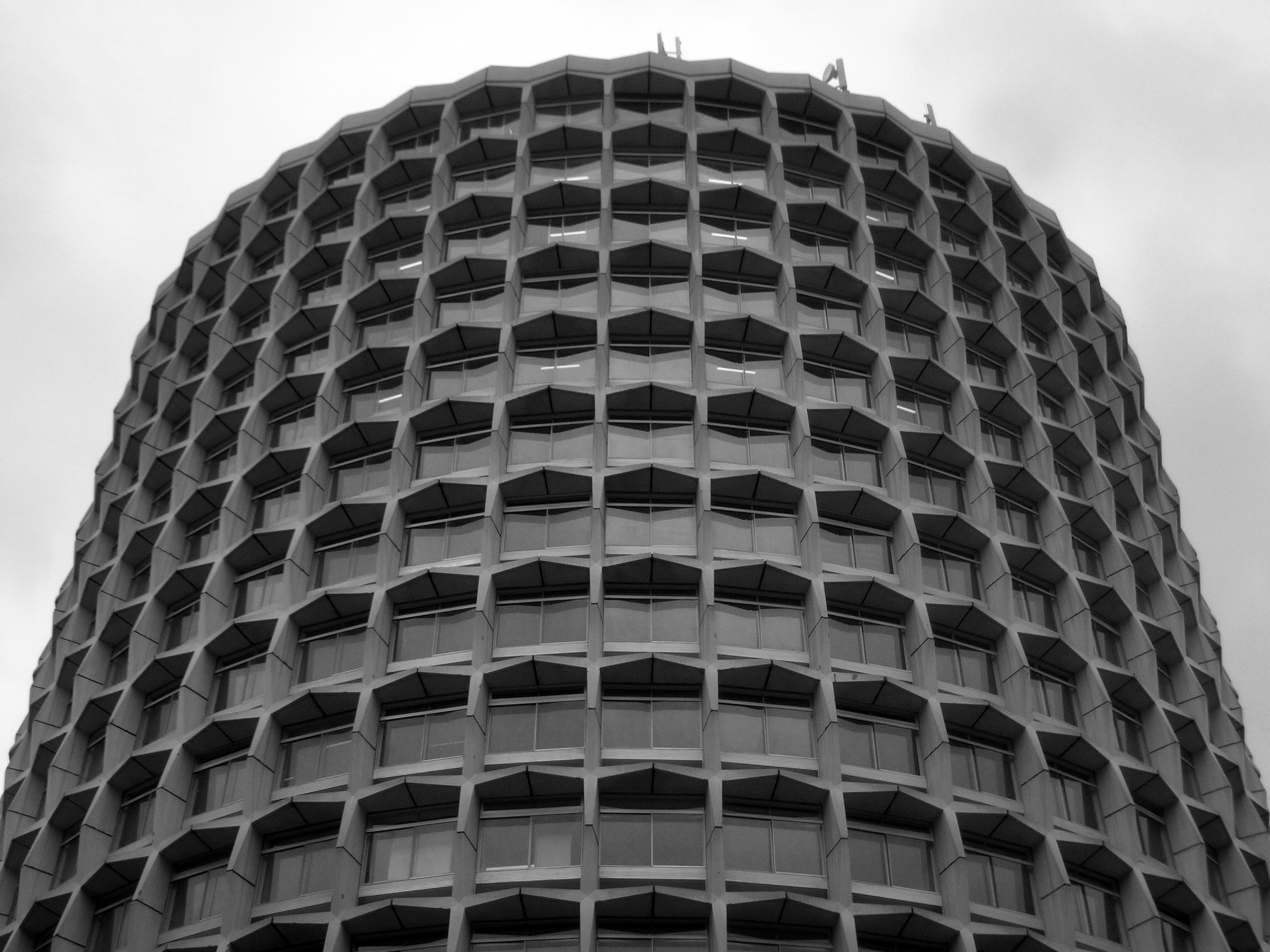
總部“CAA House”

該機構依照1971年民航局法案（Civil Aviation Act 1971）建立於1972年，負責國內大部分的航空領域事務，另外一部分職能由欧洲航空安全局行使。

## 外部連結
- 官方网站
- ATOL （页面存档备份，存于）